# Miguel I da Romênia
Miguel I (em romeno: Mihai I; Sinaia, 25 de outubro de 1921  — Aubonne, 5 de dezembro de 2017) foi o Rei da Romênia em dois períodos diferentes, primeiro entre 1927 e 1930 e depois de 1940 até sua abdicação forçada em 1947. Foi o único filho do rei Carlos II da Romênia e de sua esposa, a princesa Helena da Grécia e Dinamarca.

## Biografia
Miguel assumiu o trono após a morte de Fernando I, em 1927, devido à renúncia ao trono, em dezembro de 1925, do príncipe herdeiro Carlos. Como era menor de idade, foi estabelecida uma regência. Em 1930, Carlos retorna ao país, a convite de políticos que estavam insatisfeitos com a regência, e foi proclamado rei. Miguel foi proclamado príncipe.
Em 25 de outubro de 1937, Miguel obteve o posto de segundo-tenente do 1º Batalhão de Caçadores de Montanha.
Em 1940, o regime pró-Alemanha do marechal Ion Antonescu realizou um golpe contra Carlos II, que era considerado antialemão. Mihai foi novamente proclamado rei, mas aos 18 anos de idade era apenas uma figura decorativa do governo Antonescu. Em 10 de maio de 1941, o rei Miguel recebeu o posto de marechal do exército.
Em 1944, com o avanço das forças da União Soviética, Miguel juntou-se aos políticos pró-Aliados e deu um golpe de estado contra Antonescu, que foi preso. O rei Miguel proclamou a lealdade da Romênia aos Aliados, mas isto não foi suficiente para impedir uma invasão soviética.
Em março de 1945, o rei Miguel foi forçado a indicar um governo pró-soviético encabeçado pelo Partido Comunista Romeno. Sob o governo comunista, Miguel novamente foi pouco mais do que uma figura decorativa. Chegou a ser condecorado com a Ordem da Vitória soviética, mas, em dezembro de 1947, os comunistas anunciaram a abolição da monarquia e o rei foi forçado a abdicar, deixando o país.
No exílio viveu primeiramente na Grã-Bretanha e, em seguida, na Suíça. Durante o regime comunista, perdeu a cidadania romena, e adquiriu cidadania suíça. No exílio, adotou o título de "príncipe Miguel de Hohenzollern-Sigmaringen" (sua linhagem real remonta à família real alemã Hohenzollern).
Em 1992, três anos após a queda do regime de Nicolae Ceaușescu, Miguel foi autorizado a voltar à Romênia para celebrar a Páscoa. Em 1997, teve sua cidadania romena restabelecida. No dia 5 de dezembro de 2017, Miguel morreu em sua residência na Suíça, aos 96 anos de idade.

## Concerto comemorativo
Por ocasião da morte de Miguel I em 5 de dezembro de 2017, o maestro alemão Matthias Manasi conduziu um Concerto comemorativo transmitido ao vivo para todo o mundo em 8 de dezembro de 2017 com a Orquestra da Rádio Nacional Romena e o Coro Acadêmico da Rádio Romênia Internacional na sala de rádio da Companhia Romena de Radiodifusão e da Rádio Pública Romênia em Bucareste. * Matthias Manasi regeu o Requiem de Gabriel Fauré com os solistas Veronica Anușca e Ștefan Ignat, bem como composições de Ludwig van Beethoven, Ernest Chausson e Jules Massenet com o violinista romeno Alexandru Tomescu como solista.

## Honras

#### Honras nacionais
- Romênia, Casa da Romênia: Soberano Cavaleiro Grã-Cruz com Colar da Real Ordem de Carlos I[10][11]
- Romênia, Casa da Romênia: Soberano Cavaleiro Grã-Cruz da Real Ordem da Coroa[10][12]
- Romênia, Casa da Romênia: Soberano Cavaleiro da  Real Decoração da Custodiante da Coroa da Romênia, Classe Especial[10]

#### Honras estrangeiras
- Bélgica: Cavaleiro Grã-Cruz da Ordem de Leopoldo I
- Chéquia: Grã-Cruz com Colar da Ordem do Leão Branco
- França: Grã-Cruz da Ordem da Legião de Honra[13][14]
- Itália, Família Real Italiana: Cavaleiro da Real Ordem Suprema da Santíssima Anunciação
- Itália, Família Real Italiana: Cavaleiro Grã-Cruz da Real Ordem dos Santos Maurício e Lázaro
- Itália, Família Real Italiana: Cavaleiro Grã-Cruz da Real Ordem da Coroa da Itália
- Polônia: Grã-Cruz da Ordem da Águia Branca
- Rússia, Família Imperial Russa: Cavaleiro da Imperial Ordem de Santo André
- União Soviética: Membro da Ordem da Vitória[13]
- Reino Unido, Cavaleiro Grã-Cruz com Colar da Real Vitoriana Ordem[13]
- Estados Unidos: Grande-Oficial da Ordem da Legião do Mérito[13]

## Ligaçôes externas
- «Site oficial da família real romena». www.familiaregala.ro (em romeno)